# 远东鼠耳蝠
远东鼠耳蝠（学名：Myotis bombinus），一种分布于俄罗斯远东地区、中国东北、朝鲜半岛及日本等地区的蝙蝠，隶属于蝙蝠科鼠耳蝠属。
本种曾被视为纳氏鼠耳蝠（Myotis nattereri）的一个亚种，之后被提升为独立种，后来又将纳氏鼠耳蝠黑龙江亚种（Myotis nattereri amurensis）归入本种。